# Anastasios Kakos
Anastasios Kakos (15 agosto 1970) è un ex arbitro di calcio greco, internazionale dal 2008 al 2014.

## Carriera
Ha diretto partite di qualificazione al campionato europeo di calcio Under-21 2011, qualificazione al campionato europeo di calcio 2012 ed Europa League.
Al termine del 2014, il suo nome non figura più tra quello degli internazionali greci nelle liste FIFA.